# جوني ماغواير
جوني ماغواير (بالإنجليزية: Johnny McGuire)‏ (3 مارس 1893 في المملكة المتحدة - 18 نوفمبر 1962 في الولايات المتحدة) هو لاعب كرة قدم أمريكي في مركز مهاجم داخلي. شارك مع منتخب الولايات المتحدة لكرة القدم. أما مع النوادي، فقد لعب مع سانت جونستون ونادي دندي ونيو بيدفورد ويلرز وBrooklyn Wanderers ‏ وBrooklyn Robins Dry Dock ‏ وNew York Field Club ‏ وPaterson F.C. (NAFBL) ‏ وTodd Shipyards (soccer) ‏.